# メチセルジド
メチセルジド（英:methysergide）、またはメチセルギドとは、5-HT受容体拮抗薬のひとつ。5-HT受容体を遮断することにより5-ヒドロキシトリプタミン（セロトニン）との結合を抑制し、抗セロトニン作用を示す。